# ヒトメタニューモウイルス
ヒトメタニューモウイルス（human metapneumovirus; hMPV）は、2001年に発見されたウイルスで、ニューモウイルス科メタニューモウイルス属に分類される。hMPVのアミノ酸配列は、鳥に感染するトリニューモウイルスに最も類似する。ヒトに症状を起こすウイルスの中で遺伝子が一番類似しているウイルスは、臨床症状も似ているRSウイルスである。
従来より環境中に存在していた常在ウイルスであるが、検出技術の進歩によって2001年にオランダの研究グループにより発見された。

## 特徴
hMPVは13.35 kbの一本鎖(-)RNAウイルス。大きさは150 - 600 nm。形状は多形性もしくは球形でエンベロープを有し13 - 17 nmの突起構造がある。
8個の遺伝子を持ち、N-P-M-F-M2-SH-G-Lの遺伝子配列を示す。

## 感染症状
このウイルスは、乳幼児の気管支炎の原因としてよく見られるウイルスで、3 - 6月ごろ（春先）に流行し、生後6か月 - 2歳までに50%、5歳までに75%、遅くても10歳ごろまでに一度は感染するといわれている。一度の感染では十分な免疫を獲得できず、何度も感染する。感染力は強く、高齢者施設や障害者施設でも流行が見られる。コクサッキーウイルス、インフルエンザウイルス、コロナウイルスなどと重複感染する事もある。
hMPVは、感染しても多くの人は無症状だったり、「風邪」として終わる。乳幼児、高齢者などの免疫力の弱い人や、心肺疾患の基礎疾患を有する人では、気管支炎、肺炎をおこす。重症例では高熱が5日間ほど続き、喘鳴を伴い、時に呼吸困難をおこす。発熱が長期間続く時は、中耳炎、下気道への細菌感染が併発していることもある。
潜伏期間は4 - 6日で、ウイルス排泄は、発熱後、1 - 4日に多く、1 - 2週間続く。

### 診断
臨床症状あるいは、鼻腔洗浄液または拭い液の迅速抗原検査、逆転写PCR検査、ウイルス培養による。

### 症状
細気管支炎や肺炎を起こし、38 ℃を超える発熱 (86%) 、咳き込み (56%) 、鼻汁が多く、ラ音・喘鳴の症候があることから、喘息様気管支炎と診断されることもある。希に急性脳症を起こす。

### 治療
各症状に対する対症療法が行われる。喘鳴・呼吸困難・脱水などに対しては治療が必要。発熱が長期間続くようであれば、中耳炎や細菌性気管支炎、肺炎の合併を疑うこともある。水分が摂れない、夜に眠れない、発熱が5日以上続くなどのときは、医療機関に再度受診した方が良いとされる。

### 予防
ヒトに対するワクチン開発が行われている。hMPVは、飛沫感染と手指を介した接触感染。感染力は強いが、特別な治療法がない。軽症の風邪の子どもや大人が、気づかないまま日常生活の場にいるため、保育園、幼稚園や家庭での感染を防ぐことは難しいとされている。